# ミサ曲 ハ長調 (ベートーヴェン)
ミサ曲 ハ長調 作品86は、ルートヴィヒ・ヴァン・ベートーヴェンがニコラウス・エステルハージからの委嘱に応え1807年に作曲したミサ曲。4人の独唱者、合唱、管弦楽という編成で書かれており、同年の内にアイゼンシュタットにおいてエステルハージ公の音楽隊によって初演された。ベートーヴェンは翌1808年に交響曲第5番などを主要4作品を初演した演奏会の場でも、本作の抜粋を披露している。楽譜は1812年にブライトコプフ・ウント・ヘルテルから出版された。
依頼者のエステルハージ公がミサ曲の内容をよく思わなかった一方、同時代の批評家E.T.A.ホフマンは「無邪気に澄み渡った心情の表出」を評価しており、マイケル・ムーアは音楽の「直截さと情動的内容」を特筆している。

## 作曲の経緯
ベートーヴェンは対位法をこの分野の権威であったヨハン・ゲオルク・アルブレヒツベルガーの下で学ぶが、キャリア後期に至るまで宗教音楽を手掛けることはなかった。1807年にニコラウス・エステルハージから委嘱を受けた彼は、数十年にわたってカペルマイスターとしてエステルハージ家に仕えたフランツ・ヨーゼフ・ハイドンが確立した伝統を拡大することになる。1795年にイングランドから帰国して以降、ハイドンはエステルハージ公の妃の聖名祝日を祝うため、一家に毎年1曲のミサ曲を作曲していた。ハイドンは1802年に健康の悪化を理由にこの習わしを中断する。ベートーヴェンはハイドンが培ってきた伝統を十分に理解しており、この強い影響を受け彼はハ長調のミサ曲を作曲することになる。ベートーヴェンはエステルハージ公に宛てた書簡において次のように告白している。「陛下は偉大なるハイドン氏が演奏された無類の傑作をお手元に置き慣れ親しんでおられます故、私は大変慄きつつミサ曲をお渡しすることになります旨、申し上げます。」ルイス・ロックウッドは次のように記している。
エステルハージ公の委嘱を受けると、ベートーヴェンはハイドンのミサ曲を賞賛して「無類の傑作」と呼んだ。これは本心であった。委嘱主がエステルハージ家だっという事実を大きく超え、「グローリア」のスケッチから見てとれるところから疑いの余地なく、彼が自作の作曲中にハイドンのミサ曲を研究したことは明らかなのである。そのスケッチにはハイドンの『天地創造ミサ』の「グローリア」から2つのパッセージが書き写されている。これはハイドンの後期4作のミサのうちの1曲であり、ベートーヴェンにとって出版譜を容易に入手できる作品だった。

### 初演

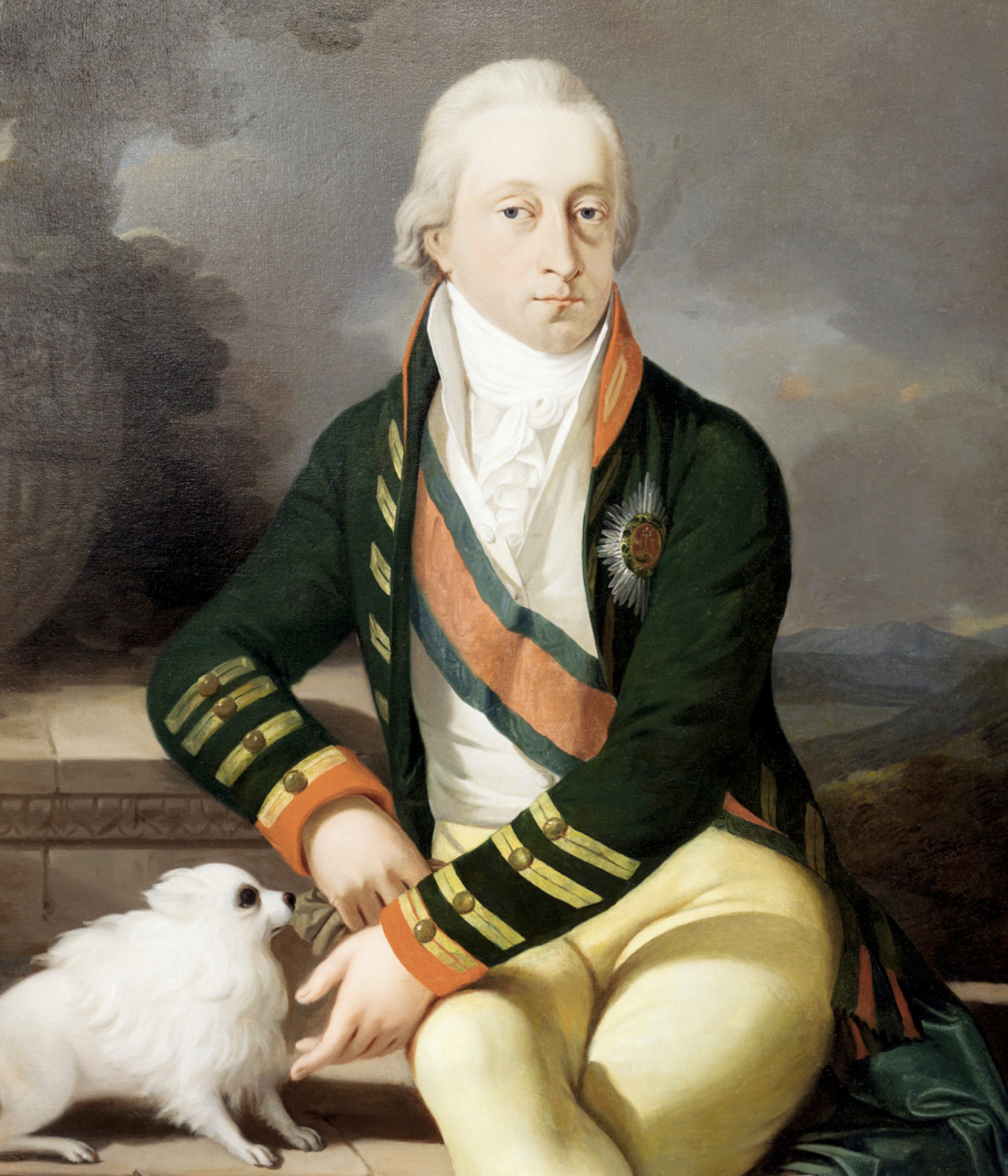
ミサ曲を委嘱し、初演の手はずを整えたニコラウス・エステルハージ。Josef Lanzedelli画 1803年

初演は1807年9月13日、ウィーンからも遠くないアイゼンシュタットにあるエステルハージ家代々の邸宅において、エステルハージ公お抱えの音楽隊によって行われた。演奏がどの建物で行われたのかは分かっていないが、可能性が高い候補は数多くのハイドン作品が初演されたベルクキルヒェと、公が主に居住したエステルハージ宮殿の教会のふたつである。
初演は練習不足のまま行われた。シュトルツフスは舞台稽古が「満足のいくものではなかった」と記し、さらに合唱隊の5人のアルトのうちひとりしか姿を見せなかったと書き留めている。
ベートーヴェンは1808年12月22日の演奏会で、本ミサ曲から「グローリア」と「サンクトゥス」の指揮を行っている。この演奏会の目玉は交響曲第5番、交響曲第6番、ピアノ協奏曲第4番、合唱幻想曲の公開初演であった。

### 出版
ベートーヴェンは曲の改訂後、第5、第6交響曲とともにミサ曲をブライトコプフ・ウント・ヘルテルに持ち込んだ。初演時に用いられた草稿に書かれた献辞から、元来は曲がエステルハージ公へ献呈されていたことがかわる。しかし、初演の出来とエステルハージ公の反応を見た結果、ベートーヴェンが出版譜（1812年）の献呈先をキンスキー公（英語版）へと変更することになったのはおそらく驚くに値しない。初版譜は印刷譜であったが、申し込みを行えば手書きの管弦楽パート譜を付けることができた。
出版社はクリスティアン・シュライバーによる異なるドイツ語テクストをベートーヴェンに送付した。ベートーヴェンはこれに対して1811年1月16日に次のようにコメントしている。「グローリアの翻訳は私によく合っているようですが、キリエの訳は開始の『tief im Staub anbeten wir』こそ非常に良いもののそれほどでもないです。ですが、『ew’gen Weltenherrscher』や『Allgewaltigen』といったグローリアにより似つかわしいと思われる表現もあるようです。キリエの全般的な性格は心からの忍従、そこから『Gott erbarme dich unser』（神は哀れみたまう）のですが悲しくではなく、優しが作品全体の基礎となり（中略）『エレイソンは我らを哀れみたまう』わけですが - 全体としては快活さがあります。カトリック教徒は日曜に教会へ行くのに祭りのような快活さを纏っていきます。キリエ・エレイソンは同様にミサ全体への導入にあたります。そうした強い表現があれば本当に強くなくてはならない場所までには少ししか残りません。」

## 楽器編成
4人の独唱者（ソプラノ、アルト、テノール、バス）、4部合唱、フルート、オーボエ、クラリネット、ファゴット、ホルン、トランペット、ティンパニ、弦五部、オルガン。

## 楽曲構成
ラテン語のミサの曲の要素が5つの楽章として構成されている。楽譜に記されている楽章、声部、速度表記、調性、拍子を下表にまとめた。
| No. | パート         | インキピット             | 声楽           | 速度表記                                                     | 調性     | 拍子     |
| --- | -------------- | ------------------------ | -------------- | ------------------------------------------------------------ | -------- | -------- |
| 1   | キリエ         | Kyrie                    | 合唱、独唱     | Andante con moto assai vivace quasi Allegretto ma non troppo | ハ長調   | 2/4拍子  |
| 2   | グローリア     | Gloria                   | 合唱、テノール | Allegro con brio                                             | ハ長調   | 2/2拍子  |
| 2   | グローリア     | Qui tollis peccata mundi | アルト、合唱   | Andante mosso                                                | ヘ短調   | 3/4拍子  |
| 2   | グローリア     | Quoniam tu solus sanctus | 合唱、独唱     | Allegro ma non troppo                                        | ハ長調   | 4/4拍子  |
| 3   | クレド         | Credo                    | 合唱           | Allegro con brio                                             | ハ長調   | 3/4拍子  |
| 3   | クレド         | Et incarnatus est        | 独唱、合唱     | Adagio                                                       | 変ホ長調 | 2/4拍子  |
| 3   | クレド         | Et resurrexit            | バス、合唱     | Allegro                                                      | ハ長調   | 4/4拍子  |
| 3   | クレド         | Et in Spiritum Sanctum   | 独唱、合唱     | Allegro                                                      | ハ長調   | 4/4拍子  |
| 3   | クレド         | Et vitam venturi saeculi | 合唱、独唱     | Allegro ma non troppo                                        | ハ長調   | 2/2拍子  |
| 4   | サンクトゥス   | Sanctus                  | 合唱           | Adagio                                                       | イ長調   | 4/4拍子  |
| 4   | サンクトゥス   | Pleni sunt coeli, Osanna | 合唱           | Allegro                                                      | イ長調   | 4/4拍子  |
| 4   | サンクトゥス   | Benedictus               | 独唱、合唱     | Allegretto ma non troppo                                     | ヘ長調   | 4/4拍子  |
| 4   | サンクトゥス   | Osanna                   | 合唱           | Allegro                                                      | イ長調   | 4/4拍子  |
| 5   | アニュス・デイ | Agnus Dei                | 合唱           | Poco Andante                                                 | ハ短調   | 12/8拍子 |
| 5   | アニュス・デイ | Dona nobis pacem         | 独唱、合唱     | Allegro ma non troppo                                        | ハ長調   | 4/4拍子  |
| 5   | アニュス・デイ | Dona nobis pacem         | 合唱           | Andante con moto, Tempo del Kyrie                            | ハ長調   | 4/4拍子  |

## 評価
初演の評価は芳しくなく、とりわけ曲を委嘱したエステルハージ公には不評だった。ルイス・ロックウッドは、19世紀の伝記作家であるアントン・シンドラーとアレグザンダー・ウィーロック・セイヤーが語ったこととして次のエピソードを紹介している。

話によれば、エステルハージ公は作品を聞き終え - おそらく自らが崇拝していたハイドンのミサ曲の様式と全く異なっていることを見出したのだろう - ベートーヴェンに言った。「しかし親愛なるベートーヴェンよ、君はまた何をしてくれたのかね。」すると、話は続いて、教会の楽長が笑っているのが聞こえたのである - これは他でもないヨハン・ネポムク・フンメルである。作曲家でありピアニストでもあった彼自身も、エステルハージの宮廷のためにミサ曲を作曲しており、ちょうど前年には同じハ長調で書いたところだったのである。エステルハージ公の質問には憤慨し、フンメルの尊大な嘲笑やアイゼンシュタットに集った質の低い客の面々に対しては激昂し、ベートーヴェンは怒りのまま同地を後にした。

チャールズ・ローゼンはこのエピソードをベートーヴェンの「公の場での最も屈辱的な失敗」と呼んだ。エステルハージ公はおそらく自らの感想を直接はベートーヴェンに伝えなかったはずである。というのも、後にヘンリエッテ・フォン・ツィーリンスカ伯爵夫人に宛てた手紙の中で次のように極言しているからである。「ベートーヴェンのミサ曲は耐え難い馬鹿馬鹿しさと忌々しさで、私は正しく演奏されているのかにすら自信を持てなかった。腹立たしく、屈辱的だった。」
E.T.A.ホフマンは第5交響曲の力を期待しつつ、1813年の評で以下のように書いている。「無邪気に澄み渡った心情の表出は、それ自身の純粋さに依拠しつつ、神の哀れみの信仰を頼みにすると同時に、子どもたちに最善を願い、彼らの望みを叶える父親としての神に嘆願する。」ハ短調のアニュス・デイに彼が聴き取るのは「内なる苦痛の感情であるが、それは心を引き裂くのではなく心にとって望ましいものであり、別の世界からくる悲しみのように途方もない歓喜に溶け込んでいくのである。」
今日では、本作は評論家からの評価は得ているものの、ベートーヴェンの大規模作品としては最も演奏機会の少ない部類に入るだろう。マイケル・ムーアはこう記している。「（この作品は）約15年後に書かれた大作『ミサ・ソレムニス』の影に隠れてしまうことも多いが、後期作品には欠けていることもある直截さと情動的内容を有している。」2004年版のペンギン・ガイドは本作を「長く不当な評価に甘んじている傑作」と評している。